# Колверай
Колверай (на норвежки: Kolvereid) е малък град в централната част на Норвегия. Разположен е в община Нерьой на фюлке Нор Трьонелаг. Главен административен център на община Нерьой. Намира се на около 550 km на север от столицата Осло. От 1 януари 1838 г. до 1 януари 1964 г. е бил град и община. Население 1524 жители според данни от преброяването към 1 януари 2008 г.